# اتفاقية الحدود والتجارة الألمانية السوفيتية
كانت اتفاقية الحدود والتجارة الألمانية السوفيتية، التي وُقعت في يوم 10 يناير 1941، اتفاقية عامة، أدت إلى تسوية النزاعات الحدودية، واستمرار تجارة المواد الخام وآلات الحرب بين الاتحاد السوفيتي وألمانيا النازية. حافظت الاتفاقية على استمرار العلاقة بين البلدين التي بدأت في عام 1939 بتوقيع اتفاق مولوتوف-ريبنتروب، الذي تضمن بروتوكولات سرية قسمت أوروبا الشرقية بين الاتحاد السوفيتي وألمانيا. استمرت العلاقة في ظل الغزو اللاحق من قبل ألمانيا والاتحاد السوفيتي لتلك المنطقة. اشتملت اتفاقية الحدود والتجارة الألمانية السوفيتية على بروتوكولات سرية إضافية، الأمر الذي أدى إلى تسوية نزاع حول أراض في ليتوانيا كانت منقسمة بين البلدين في وقت سابق. أدى الاتفاق إلى استمرار العلاقات الاقتصادية النازية السوفيتية التي توسعت بفضل اتفاقية التسليف الألمانية السوفيتية (1939) والاتفاقية التجارية الألمانية السوفيتية الكبرى في عام 1940.
لم تدم الاتفاقية طويلًا. بعد ستة أشهر فقط من التوقيع عليها، غزت ألمانيا الاتحاد السوفيتي وانتهت العلاقات الاقتصادية بين البلدين. لعبت المواد الخام التي استوردتها ألمانيا من الاتحاد السوفيتي بين عامي 1939 و1941 دورًا رئيسيًا في دعم المجهود الحربي الألماني ضد الاتحاد السوفيتي في ما بعد سنة 1941.

## الخلفية

### الاحتياجات من الموارد
كانت ألمانيا تفتقر إلى الإمدادات الطبيعية للعديد من المواد الخام الأساسية اللازمة للعمليات الاقتصادية والعسكرية. قال المخططون الألمان في أواسط سنة 1939 أن مخزون البلاد من المطاط يتراوح بين شهرين وثلاثة أشهر ومخزون النفط يتراوح بين ثلاثة وستة أشهر فقط. قدروا أنه بعد هجوم ألماني مخطط على بولندا والحصار البحري المتوقع لاحقًا الذي تفرضه قوات الحلفاء، سيصبح الاتحاد السوفيتي المورد الوحيد المحتمل للعديد من المواد الخام الرئيسية اللازمة للحرب.

### اتفاقيات عام 1939 السوفيتية الألمانية وتقسيم أوروبا الشرقية
في 19 أغسطس 1939، أبرم الاتحاد السوفيتي وألمانيا اتفاقية التسليف الألمانية السوفيتية (1939)، والتي تقضي بتجارة بعض المعدات العسكرية والمدنية الألمانية مقابل مواد خام سوفيتية. في 23 أغسطس، وقعوا اتفاق مولوتوف-ريبنتروب، الذي تضمن بروتوكولات سرية تقسم دول أوروبا الشمالية والشرقية إلى «مناطق نفوذ» ألمانية وسوفيتية.
بعد أسبوع من توقيع اتفاق مولوتوف-ريبنتروب، بدأ تقسيم بولندا بالغزو الألماني لغرب بولندا، وتلاه غزو الاتحاد السوفيتي لشرق بولندا في 17 سبتمبر، والذي تضمن التنسيق مع القوات الألمانية. لم تُمنح ثلاث دول من دول البلطيق تضمنها اتفاق مولوتوف-ريبنتروب، إستونيا ولاتفيا وليتوانيا، أي خيارات سوى التوقيع على «ميثاق الدفاع والمساعدة المتبادلة» الذي سمح للاتحاد السوفيتي بنشر قوات فيها.
بعد أحد عشر يومًا من الغزو السوفيتي لشرق بولندا، قام الطرفان بتعديل البروتوكول السري لاتفاق مولوتوف-ريبنتروب في اتفاقية سُميت بمعاهدة الحدود والصداقة الألمانية السوفيتية، والتي تضمنت «بروتوكولًا إضافيًا سريًا». من بين أمور أخرى، منح الاتفاق ألمانيا جزءًا أكبر من بولندا ونقل ليتوانيا إلى ملكية السوفيت. غير أن جزءًا من ليتوانيا يشار إليه باسم «شريط ليتوانيا»، الضفة اليسرى لنهر سيسوب، كان من المقرر أن يظل إقليمًا ألمانيًا.

### العلاقات الاقتصادية الألمانية السوفيتية لعام 1940
كان ضغط هتلر المتعلق بغزو ألمانيا لبولندا في عام 1939 سببًا في فرض ضغوط هائلة على الجيش الألماني، والذي لم يكن من المقرر أن يكون جاهزًا للحرب الشاملة حتى عام 1942 أو عام 1943. بالإضافة إلى ذلك، واجهت ألمانيا نقصًا حادًا في النفط والمطاط والمواد الأخرى اللازمة لتأمين هجومًا غربيًا على الأقل. كان الاتحاد السوفيتي هو الدولة الوحيدة المتبقية القادرة على تزويد ألمانيا بالمواد الخام اللازمة. في الوقت نفسه، تزايدت طلبات السوفييت على السلع المصنعة، مثل الآلات الألمانية، في حين تقلصت قدرتهم على استيراد تلك السلع من الخارج عندما أوقفت بلدان عديدة العلاقات التجارية بعد توقيع الاتحاد السوفيتي اتفاق مولوتوف-ريبنتروب. في 11 فبراير 1940، أبرمت ألمانيا والاتحاد السوفيتي الاتفاقية التجارية الألمانية السوفيتية، وهي اتفاقية تجارية معقدة يرسل بموجبها الاتحاد السوفيتي إلى ألمانيا ما يبلغ قيمته 650 مليون مارك من المواد الخام مقابل مايبلغ قيمته 650 مليون مارك من الآلات والسلع المصنعة والتكنولوجيا. ساعدت الاتفاقية التجارية ألمانيا على تخطي الحصار البريطاني المفروض عليها. أصبح الاتحاد السوفيتي موردًا رئيسيًا لمواد حيوية إلى ألمانيا، بما في ذلك النفط والنحاس والنيكل والكروم والبلاتين والخشب والحبوب.

### دول البلطيق وبيسارابيا
في منتصف يونيو 1940، أغارت قوات الاتحاد السوفيتي على مراكز حدودية في ليتوانيا وإستونيا ولاتفيا، ما أسفر عن ضم تلك الدول إلى الاتحاد السوفيتي، بما في ذلك ليتوانيا بأسرها، ومنطقة سيسوب كذلك، والتي كان من المقرر منحها لألمانيا. في 26 يونيو، أصدر الاتحاد السوفيتي إنذارًا يطالب فيه بيسارابيا، وبوكوفينا، ومنطقة هرتزا من رومانيا. بعد أن اتفق السوفييت مع ألمانيا على قصر مطالباتهم في بوكوفينا على شمال بوكوفينا، حثت ألمانيا رومانيا على قبول الإنذار. نظرًا لأن فرنسا لم تعد في وضع يسمح لها بأن تكون الضامن للوضع الراهن في أوروبا الشرقية، وبعد أن دفع الرايخ الثالث رومانيا لتقديم تنازلات إلى الاتحاد السوفيتي، استسلمت الحكومة الرومانية، متبعة بذلك مشورة إيطاليا وما فعلته فرنسا الفيشية. بعد الاحتلال السوفيتي لمدينة بيسارابيا، بدأ نحو 100,000 من الفولكس دويتشه الذين يعيشون في بيسارابيا يهاجرون إلى ألمانيا.
في ذلك الصيف، ازداد اعتماد ألمانيا على الواردات السوفيتية. أدت عمليات الاستحواذ الألمانية على فرنسا وهولندا وبلجيكا إلى خلق طلب إضافي مع تقليل سبل العرض غير المباشر.

### المحاولات السوفيتية الأخيرة للانضمام إلى المحور
كان هتلر يفكر في الحرب مع الاتحاد السوفيتي منذ يوليو 1940. مع ذلك، بعد أن دخلت ألمانيا في الاتفاق الثلاثي مع اليابان وإيطاليا في أكتوبر 1940، تبين للاتحاد السوفيتي إمكانية الدخول إلى المحور نفسه. بعد مناقشات ومقترحات طويلة، قدمت ألمانيا إلى السوفييت مسودة مشروع اتفاقية تحدد مناطق نفوذ دول المحور الأربع المقترحة (اليابان وألمانيا والاتحاد السوفيتي وإيطاليا). بعد أحد عشر يومًا، قدم السوفييت مقترحًا مضادًا صاغه ستالين بقبول اتفاقية القوى الأربعة، لكنه تضمن حقوقًا سوفيتية في بلغاريا ويركز مناطق النفوذ العالمي في المنطقة المحيطة بالعراق وإيران المعاصرين. تزامن العرض السوفيتي مع مساعي اقتصادية هائلة لألمانيا. فقد وعد السوفييت بحلول 11 مايو 1941 بتسليم ألمانيا 2.5 مليون طن من الحبوب، ما يعني زيادة مليون طن فوق التزاماتهم الحالية. وعدوا أيضًا بتعويض كامل عن دعاوى ملكية فولكس دويتشه.
بعد ذلك بوقت قصير، أصدر هتلر توجيهًا سريًا بشأن المحاولات المحتملة لغزو الاتحاد السوفيتي. جرى تجاهل مشروع الاقتراح المضاد لستالين، وهو ما زاد من حدة التوترات بين البلدين.